# Dystrykt Kohlu
Dystrykt Kohlu (beludżi/urdu: کوہلو) – dystrykt w południowo-zachodnim Pakistanie w prowincji Beludżystan. W 1998 roku liczył 99 846 mieszkańców (z czego 54,97% stanowili mężczyźni) i obejmował 15 400 gospodarstw domowych. Siedzibą administracyjną dystryktu jest Kohlu.